# China (chanson)
Pour les articles homonymes, voir China.
 (janvier 2021).
La mise en forme du texte ne suit pas les recommandations de Wikipédia : il faut le « wikifier ».
Les points d'amélioration suivants sont les cas les plus fréquents. Le détail des points à revoir est peut-être précisé sur la page de discussion.
- Les titres sont pré-formatés par le logiciel. Ils ne sont ni en capitales, ni en gras.
- Le texte ne doit pas être écrit en capitales (les noms de famille non plus), ni en gras, ni en italique, ni en « petit »…
- Le gras n'est utilisé que pour surligner le titre de l'article dans l'introduction, une seule fois.
- L'italique est rarement utilisé : mots en langue étrangère, titres d'œuvres, noms de bateaux, etc.
- Les citations ne sont pas en italique mais en corps de texte normal. Elles sont entourées par des guillemets français : « et ».
- Les listes à puces sont à éviter, des paragraphes rédigés étant largement préférés. Les tableaux sont à réserver à la présentation de données structurées (résultats, etc.).
- Les appels de note de bas de page (petits chiffres en exposant, introduits par l'outil «  Source ») sont à placer entre la fin de phrase et le point final[comme ça].
- Les liens internes (vers d'autres articles de Wikipédia) sont à choisir avec parcimonie. Créez des liens vers des articles approfondissant le sujet. Les termes génériques sans rapport avec le sujet sont à éviter, ainsi que les répétitions de liens vers un même terme.
- Les liens externes sont à placer uniquement dans une section « Liens externes », à la fin de l'article. Ces liens sont à choisir avec parcimonie suivant les règles définies. Si un lien sert de source à l'article, son insertion dans le texte est à faire par les notes de bas de page.
- La présentation des références doit suivre les conventions bibliographiques. Il est recommandé d'utiliser les modèles {{Ouvrage}}, {{Chapitre}}, {{Article}}, {{Lien web}} et/ou {{Bibliographie}}. Le mode d'édition visuel peut mettre en forme automatiquement les références.
- Insérer une infobox (cadre d'informations à droite) n'est pas obligatoire pour parachever la mise en page.

Pour une aide détaillée, merci de consulter Aide:Wikification.
Si vous pensez que ces points ont été résolus, vous pouvez retirer ce bandeau et améliorer la mise en forme d'un autre article.
Singles par Anuel AA
Cambio
(2019) Otro Trago
(2019)
Singles par Daddy Yankee
Instagram
(2019) Que Tire Pa Lante
(2019)
Singles par Karol G
Secreto
(2019) Tusa
(2019)
Singles par Ozuna
Muito Calor
(2019) Yo x Ti, Tu x Mi
(2019)
Singles par J. Balvin
Que Pretendes
(2019) La Cancion
(2019)
China est une chanson des deux rappeurs portoricains Anuel AA et Daddy Yankee avec la chanteuse colombienne Karol G et accompagnée du chanteur portoricain Ozuna et du chanteur colombien J. Balvin, sortie le 19 juillet 2019 en tant que single du second album studio d'Anuel AA, Emmanuel. Cette chanson contient des samples de It Wasn't Me du chanteur jamaïcain Shaggy.

## Contexte
China a été écrite par Anuel AA, Daddy Yankee, Karol G, Ozuna, J. Balvin et son producteur Tainy  qui avait déjà travaillé avec eux sur leurs derniers singles tel que Sola avec Anuel en 2016, avec Daddy Yankee pour Noche de Entiero en 2006, Bella y Sensual en 2017 et Si Supieras en 2019, avec Karol G pour Mi Mala en 2017, avec Ozuna pour No Quiero Amores en 2017, et J Balvin avec ses albums comme Vibras en 2018 et Oasis partagé avec le rappeur portoricain Bad Bunny en 2019. et avait co-écrit I Like It,
Anuel AA a déclaré à Billboard en juillet 2019 qu'il «cherchait à faire revivre un classique» et a choisi It Wasn't Me de Shaggy parce que cela «l'a frappé». Il a commencé à écouter de vieilles chansons et s'est souvenu du morceau de Shaggy de son enfance. Il a dit à XXL que "quand [il] avait l'habitude d'aller avec les grands garçons de [son] quartier au club, ils mettaient cette chanson et tout le monde devenait fou". Il a choisi de refaire It Wasn't Me et a supposé qu'il n'y aurait aucun problème avec la sortie en raison des collaborations de Shaggy avec des artistes hispaniques. Il a enregistré la chanson et envoyé le mix à Daddy Yankee, qui « en est devenu fou » et a terminé l'enregistrement de son couplet en trois jours,, 
Anuel AA l'a ensuite montré à sa petite amie Karol G chez eux et elle a estimé que c'était « le meilleur morceau [qu'elle ait] entendu de [lui]. » Il la voulait sur le disque parce qu'elle aimait ça et « [ils] s'entraident toujours » et a commencé à penser à « des classiques qui avaient tous les grands noms en eux. »
Après un certain temps, il a rencontré Ozuna et lui a montré la chanson, qui « est également devenu fou » et a enregistré sa partie. J Balvin a été le dernier à enregistrer, car la collaboration originale ne l'incluait pas, selon l'annonce d'Anuel AA en avril 2019,,. La participation de Balvin a été révélée par Billboard deux mois plus tard,. Anuel AA a déclaré que c'était "la chanson la plus forte de [sa] carrière à ce jour". Il a qualifié la piste de "mélange de cultures différentes avec chacun des collaborateurs contribuant avec son propre flux". Le titre de la chanson vient des « éléments chinois forts » sur It Wasn't Me de Shaggy.

## Composition
China est de genre Reggaeton et EDM d'une durée de cinq minutes et une seconde,,. et sample It Wasn't Me du chanteur jamaïcain Shaggy sortie en 2000.

## Sortie et réception
China est sortie par téléchargement numérique et streaming le 19 juillet 2019 par le label d'Anuel AA, Real Hasta la Muerte. Leila Cobo de Billboard a écrit que la chanson "est la rédemption ultime de la star du piège" qui "permet à chaque artiste de briller dans un morceau éminemment dansant et éprouvé commercialement qui reste fidèle à l'original tout en réussissant à être complètement rafraîchissant". Suzy Exposito de Rolling Stone a déclaré qu'Anuel AA "remporte l'or" avec la chanson. Raúl Gillén du site de musique espagnol Jenesaispop a fait l'éloge du refrain et de "cette trompette stridente de style" Mi Gente "qui a été tellement exploitée ces dernières années". Il a également écrit que la chanson pourrait devenir le succès estival du reggaeton en Espagne en raison de la renommée des interprètes et de son "magnétisme indéniable".
Afin de promouvoir la chanson, Anuel AA a encouragé les gens sur les réseaux sociaux à participer au China Challenge, qui consiste à télécharger une vidéo dansant sur la chanson, imitant les mouvements d'une personne en fauteuil roulant. Les rédacteurs en chef des journaux espagnols Okdiario et La Vanguardia ont trouvé le défi inapproprié, irrespectueux et offensant,. Le journal colombien El Universal a rapporté que de nombreux utilisateurs d'Instagram l'ont critiqué pour être "une moquerie pour les personnes en fauteuil roulant". Anuel AA a expliqué que le mouvement de danse était basé sur une scène du film Pinocchio de Walt Disney Productions de 1940.

## Performance commerciale
Aux États-Unis, China a fait ses débuts deuxième du palmarès Hot Latin Songs de Billboard le 3 août 2019, et a dominé les palmarès du Latin Digital Songs et Latin Streaming Songs avec 1 000 téléchargements vendus et 14,1 millions de flux. Le single a par la suite atteint la première place le 17 août 2019, devenant le troisième numéro un et le dixième top 10 d'Anuel AA sur Hot Latin Songs, ainsi que son single le mieux classé en tant qu'artiste principal de la liste,. Le morceau a également valu à Daddy Yankee son septième numéro un et son 29e top 10 sur Hot Latin Songs, à égalité avec Chayanne, Cristian Castro et Shakira en tant que troisième artiste avec le plus de top 10 sur le classement depuis sa création en 1986. C'est également devenu le sixième numéro un de J Balvin, la quatrième d'Ozuna et la première de Karol G,,,.
Sur le Billboard Hot 100 américain, la chanson a fait ses débuts au numéro 52, devenant la sixième entrée d'Anuel AA et son troisième titre le plus haut du classement, ainsi que le plus haut de Karol G. Il a ensuite culminé au numéro 43 le 17 août 2019, devenant la septième chanson du top 50 de Daddy Yankee sur le Hot 100, ainsi que la cinquième de J Balvin, la quatrième d'Ozuna, la troisième d'Anuel AA et la première de Karol G,,,. Il a également atteint la 27e place sur Streaming Songs et la 38e place sur Digital Songs,. China a également atteint la 37e place du "Rolling Stone Top 100 Songs" avec 52 600 ventes.
En Amérique latine, China a atteint la première place en Argentine, en Bolivie, en Colombie, au Mexique et au Pérou et le top 10 au Chili, en Équateur, au Salvador, au Honduras, au Nicaragua, au Panama, au Paraguay, à Porto Rico et au Venezuela.
En Europe, la chanson atteint la première place en Espagne, il a également atteint la 11e place en Suisse, la 15e en Italie et la 39e en Suède. La chanson est également devenue la chanson la plus populaire d'Anuel AA et de Karol G. en Suisse, en Suède et aux Pays-Bas,,.

## Clip musical
Le clip de China a été réalisé par le cinéaste et réalisateur dominicain Marlon Peña qui avait déjà travaillé avec Anuel AA pour Controla en 2019 avec Daddy Yankee sur huit clips dont Mayor Que Yo en 2005 Shaky Shaky en 2016 et Con Calma en 2019, et avec les deux pour Adictiva en 2018 et la version remix de Asesina en 2018, dans laquelle Ozuna se produit également,,. J. Balvin a filmé séparément, puisqu'il était le dernier à enregistrer et que le clip avait déjà été tourné en avril 2019. Le vidéoclip officiel est sorti sur YouTube le 19 juillet 2019. Il lui a valu plus de 1,8 milliard de vues en janvier 2022.

## Classements
| Chart (2019)                            | Meilleure position |
| --------------------------------------- | ------------------ |
| Argentine (Hot 100)                     | 1                  |
| Autriche (Ö3 Austria Top 40)            | 67                 |
| Belgique (Flandre Ultratip 100)         | 4                  |
| Belgique (Wallonie Ultratip 50)         | 7                  |
| Bolivie (Monitor Latino)                | 1                  |
| Brésil (Top 100 Brasil)                 | 95                 |
| Canada (Hot 100)                        | 77                 |
| Chili (Monitor Latino)                  | 1                  |
| Colombie (National-Report)              | 1                  |
| République dominicaine (Monitor Latino) | 11                 |
| République dominicaine (SODINPRO (it))  | 2                  |
| Équateur (Monitor Latino)               | 4                  |
| Salvador (Monitor Latino)               | 3                  |
| France (SNEP)                           | 47                 |
| Allemagne (Media Control AG)            | 50                 |
| Guatemala (Monitor Latino)              | 12                 |
| Honduras (Monitor Latino)               | 2                  |
| Hongrie (Single Top 40)                 | 28                 |
| Irlande (IRMA)                          | 94                 |
| Italie (FIMI)                           | 15                 |
| Lituanie (AGATA)                        | 59                 |
| Mexique (Airplay)                       | 1                  |
| Mexique (Monitor Latino)                | 1                  |
| Pays-Bas (Single Top 100)               | 27                 |
| Nicaragua (Monitor Latino)              | 2                  |
| Panama (Monitor Latino)                 | 4                  |
| Paraguay (Monitor Latino)               | 7                  |
| Pérou (Monitor Latino)                  | 1                  |
| Portugal (AFP)                          | 17                 |
| Porto Rico (Monitor Latino)             | 2                  |
| Espagne (PROMUSICAE)                    | 1                  |
| Suède (Sverigetopplistan)               | 39                 |
| Suisse (Schweizer Hitparade)            | 10                 |
| Uruguay (Monitor Latino)                | 11                 |
| États-Unis (Hot 100)                    | 43                 |
| États-Unis (Hot Latin Songs)            | 1                  |
| États-Unis (Rolling Stone Top 100)      | 37                 |
| Venezuela (Monitor Latino)              | 2                  |

| Chart (2019)                 | Position |
| ---------------------------- | -------- |
| Salvador (Monitor Latino)    | 11       |
| Italie (FIMI)                | 71       |
| Portugal (AFP)               | 113      |
| Suisse (Schweizer Hitparade) | 57       |
| États-Unis (Hot Latin Songs) | 12       |

| Chart (2020)                 | Position |
| ---------------------------- | -------- |
| Argentine (Monitor Latino)   | 63       |
| États-Unis (Hot Latin Songs) | 22       |

## Certifications
| Région                                                                     | Certification            | Ventes/Streams |
| -------------------------------------------------------------------------- | ------------------------ | -------------- |
| France (SNEP)                                                              | Or                       | 100,000*       |
| Italie (FIMI)                                                              | Platine                  | 50,000*        |
| Mexique (AMPFV)                                                            | Diamant+ 2 × Platine+ Or | 450,000        |
| Portugal (AFP)                                                             | Or                       | 5,000x         |
| Espagne (PME)                                                              | 7 × Platine              | 280,000^       |
| États-Unis (RIAA)                                                          | Or (Latin)               | 30,000^        |
| xNon précisé par la certification ‡ventes/streaming selon la certification |                          |                |